# Fashion Killa
Fashion Killa ist ein Lied des US-amerikanischen Rappers ASAP Rocky. Der Song erschien am 15. Januar 2013 auf seinem Debütalbum Long.Live.A$AP und wurde am 22. November 2013 als vierte Single aus diesem veröffentlicht.

## Inhalt
Fashion Killa dreht sich inhaltlich um Mode, Style und Frauen. So zählt ASAP Rocky insgesamt 27 luxuriöse Designermarken auf, darunter Prada, Dolce & Gabbana, Balenciaga, Jean Paul Gaultier, Jil Sander, Balmain, Dior, Tom Ford und Versace. Er beschreibt, in welchem Outfit eine Frau für ihn perfekt gekleidet ist und wie sie gemeinsam ausgehen und ihr Style dabei zusammenpasst. So bezeichnet er sie als „Fashion Killa“ und sich als „Jiggy Nigga“.

“Her attitude Rihanna (Uh)

She get it from her mama (Yeah)

She jiggy like Madonna, but she trippy like Nirvana (Woo)

’Cause everything designer (Yeah)”

## Produktion
Das Lied wurde von dem Musikproduzenten Héctor Delgado und ASAP Rocky (unter dem Pseudonym Lord Flacko) produziert. Als Co-Produzent fungierte das Duo Friendzone. Alle vier sind neben Terius Nash und Christopher Stewart auch als Autoren angegeben.

## Musikvideo
Bei dem zu Fashion Killa gedrehten Musikvideo führten der Modedesigner Virgil Abloh und ASAP Rocky selbst Regie. Es verzeichnet auf YouTube über 102 Millionen Aufrufe (Stand: September 2024). Im Video spielen ASAP Rocky und die Sängerin Rihanna, die auch im Text erwähnt wird, ein Paar, das zusammen shoppen geht. Zu Beginn besucht sie ihn in einem Hotelzimmer, wobei beide Kleidung der Marke Supreme tragen. Anschließend gehen sie in verschiedene Bekleidungsgeschäfte, in denen sie diverse Outfits und Accessoires anprobieren und damit posieren. Gegen Ende schauen sie sich auch Modezeitschriften an. Der Rapper ASAP Ferg hat einen Cameoauftritt im Video. Im Jahr 2020 wurden ASAP Rocky und Rihanna auch in echt ein Paar.

## Single

### Covergestaltung
Das Singlecover ist schwarz-weiß gehalten und zeigt ASAP Rocky, der auf einem Thron sitzt und auf den Betrachter herabsieht, wobei er mit einer Hand, die er zu einer Pistole geformt hat, auf diesen zeigt. Im Vordergrund befinden sich die weißen Schriftzüge A$AP ROCKY und FASHION KILLA auf schwarzem Untergrund.

### Chartplatzierungen
Fashion Killa stieg bereits vor Singleveröffentlichung aufgrund von Streaming und Downloads am 31. August 2013 für eine Woche auf Platz 80 in die britischen Singlecharts ein.
| ChartsChartplatzierungen     | Höchstplatzierung | Wochen |
| ---------------------------- | ----------------- | ------ |
| Vereinigtes Königreich (OCC) | 80 (1 Wo.)        | 1      |

### Auszeichnungen für Musikverkäufe
Der Song erhielt im Jahr 2020 in den Vereinigten Staaten für mehr als eine Million verkaufte Einheiten eine Platin-Schallplatte. Im Vereinigten Königreich wurde er 2023 für über 200.000 Verkäufe mit Silber ausgezeichnet.
| Land/Region                  | Auszeichnungen für Musikverkäufe (Land/Region, Auszeichnung, Verkäufe) | Verkäufe  |
| ---------------------------- | ---------------------------------------------------------------------- | --------- |
| Dänemark (IFPI)              | Gold                                                                   | 45.000    |
| Neuseeland (RMNZ)            | 3× Platin                                                              | 90.000    |
| Vereinigte Staaten (RIAA)    | Platin                                                                 | 1.000.000 |
| Vereinigtes Königreich (BPI) | Silber                                                                 | 200.000   |
| Insgesamt                    | 1× Silber · 1× Gold · 4× Platin ·                                      | 1.335.000 |

Hauptartikel: ASAP Rocky/Auszeichnungen für Musikverkäufe